# Tamerlán Aguzárov
Tamerlán Kímovich Aguzárov (en ruso: Тамерлан Кимович Агузаров, en osetio: Ӕгъуызарты Кимы фырт Тамерлан, romanizado: Ahuezârte Kime fert Tâmêrlân; 14 de junio de 1963, Alaguir, RSFS de Rusia-19 de febrero de 2016, Moscú, Federación Rusa) fue un político ruso que se desempeñó como el 4.º presidente de la República de Osetia del Norte-Alania desde 2015 hasta su muerte un año más tarde. Además, desde 1999 a 2011 fue presidente de la Corte Suprema de Osetia del Norte-Alania.